# Occupazione francese di Ventimiglia
L'occupazione francese di Ventimiglia avvenne alla fine della seconda guerra mondiale, tra il 25 aprile e il 10 luglio 1945, ed ebbe le caratteristiche di un tentativo di annessione della zona alla Repubblica francese, non riuscito per l'opposizione della popolazione locale, del CLNAI e, principalmente, degli alleati anglo-americani.

## Storia
Le armate del Governo provvisorio della Repubblica francese di De Gaulle avevano liberato Mentone dall'occupazione nazista già dal 6 settembre 1944, ma Ventimiglia rimase ai tedeschi fin quasi alla fine della guerra. La città dovette quindi subire incessanti bombardamenti aeronavali da parte dei francesi, che ebbero l'effetto di far evacuare quasi tutta la popolazione, che si rifugiò sulle colline circostanti.
Quando gli alleati sfondarono la linea gotica, i tedeschi in ritirata abbandonarono rapidamente Ventimiglia, difficilmente difendibile già dalla sera del 23 aprile, abbandonando del tutto la città nella notte fra il 24 e il 25 aprile, dopo aver fatto saltare il ponte stradale sul Roia e il cavalcavia di Nervia. Tuttavia i bombardamenti francesi continuarono fino alla giornata del 25 aprile, quando una delegazione di cittadini andò a Mentone ad avvertire che i tedeschi non c'erano più. I francesi occuparono il paese il giorno stesso senza spargimento di sangue, prima dell'arrivo degli alleati, quando la città era già stata occupata dai partigiani dell’8º distaccamento della V Brigata d'assalto "Luigi Nuvoloni". Tra le 21 e le 22 arrivarono nella città di confine anche ventidue soldati algerini, appartenenti al Bataillon de Marche Nord-Africain, provenienti da Olivetta San Michele.

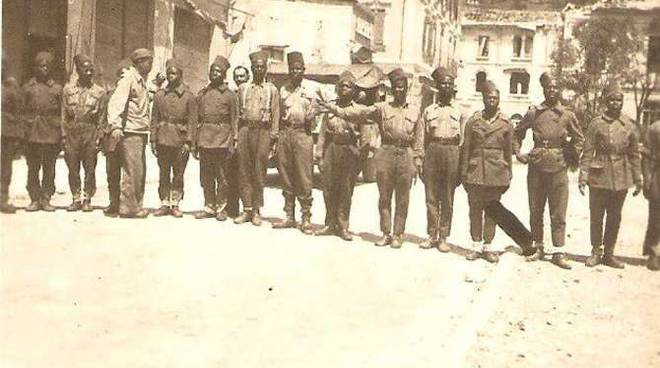
Truppe coloniali francesi durante l'occupazione di Ventimiglia.

A partire dal 25 aprile le truppe francesi estesero la loro occupazione da Ventimiglia a tutti i principali centri delle vallate limitrofe, stabilizzandosi quindi, verso la metà di maggio, lungo una linea che andava da Bordighera fino a Bajardo e Piaggia. 
Il 26 aprile, le truppe francesi si spinsero oltre, con un reparto del Régiment Tirailleurs Sénégalais agli ordini del maggiore Lécuyer che giunse fino a Imperia dove mise subito in apprensione le autorità locali nel sospetto di mire annessionistiche da parte francese. Le truppe tuttavia si ritirarono dopo pochi giorni lasciando il posto a un reparto alleato proveniente dalla linea gotica.
Pochi giorni dopo l'entrata delle truppe francesi in città, il rappresentante dell'autorità militare francese, tenente colonnello Romanetti, si installò nel palazzo comunale ricevendo il 5 maggio in visita ufficiale il comandante del distaccamento dell'Armée des Alpes generale Doyen,. 
Il 4 maggio il CLN di Ventimiglia aveva interpellato Romanetti conoscere quali funzioni avrebbe potuto ancora svolgere sotto il nuovo regime di occupazione, ricevendo in risposta il 12 maggio dall'ufficiale francese che l'autorità militare transalpina non reputava necessaria l'esistenza in città di un CLN italiano in quanto tutte le funzioni di governo e di amministrazione erano già regolarmente espletate dall’autorità di occupazione in collaborazione con la Giunta municipale italiana che rimaneva strettamente controllata dagli organi militari francesi.
L'occupazione francese della zona, a differenza di quella alleata nel resto d'Italia, ebbe fin dall'inizio le caratteristiche di un'annessione, con la creazione immediata di un nuovo posto di frontiera tra l'Italia e la Francia tra Bordighera e Vallecrosia, dove venne stabilito un posto di blocco presidiato dalle forze dell'ordine dei due Paesi, che espletavano le formalità doganali esattamente come a un qualsiasi valico di frontiera tra due Stati sovrani, tanto da farvi persino sventolare la bandiera italiana e francese, facendo quindi comprendere tutta la zona di Ventimiglia e delle colline sovrastanti nel territorio francese. Venne inoltre interdetto l'accesso alla zona a chiunque non fosse residente.
La popolazione che cominciava a tornare nelle proprie case venne censita e dotata di un lasciapassare provvisorio in francese per "espatriare" in Italia; venne introdotto il franco francese, vennero cambiati i toponimi (Vintimille in luogo di Ventimiglia) e venne imposto il divieto di distribuire giornali in lingua italiana.
Apparvero scritte sui muri che chiedevano il rattachement alla Francia e inneggianti a Vintimille française. Si cominciarono a organizzare referendum per il passaggio alla Francia e fu creato un partito filofrancese che promuoveva il rattachement chiedendo voti in cambio di cibo e denaro.
Il tentativo però non ebbe successo e provocò anzi le proteste della popolazione; anche il CLNAI, che in Istria nello stesso periodo si mostrava diviso, qui fu unito nel denunciare questo stato di cose. Il Comando militare alleato, su pressioni delle autorità italiane fece presente al governo francese che il regime di occupazione francese in Italia era in contrasto con l’indirizzo generale della linea politica adottata dagli Alleati in Europa.
Dopo aver ricevuto un ultimatum dal presidente statunitense Truman il 7 giugno, De Gaulle, che non gradiva un'amministrazione alleata dei territori italiani lungo la frontiera, dovette alla fine cedere autorizzando il generale Carpentier a concludere il prospettato accordo, firmato a Caserta l'11 giugno, che prevedeva la partenza delle truppe francesi dai territori occupati entro un periodo di tempo compreso tra il 25 giugno e il 10 luglio successivi, a condizione che le truppe francesi fossero sostituite da reparti alleati con l'allontanamento delle forze italiane dalle zone adiacenti alla frontiera. In esecuzione di tali accordi, le truppe francesi abbandonarono la zona di Ventimiglia il 18 luglio 1945, quando si tenne in piazza del Comune a Ventimiglia la cerimonia ufficiale di passaggio dei poteri dalle autorità di occupazione a quelle del Governo Militare Alleato, che assunse direttamente il controllo amministrativo del territorio dopo quasi tre mesi di occupazione francese. 
Alla fine i referendum di annessione si tennero solo a Briga e a Tenda, che erano state tolte dalla contea di Nizza nel 1860, dopo la definizione della nuova linea di confine, stabilita dal Trattato di Parigi del 10 febbraio 1947.